# 柳州福建会馆
福建会馆位于广西壮族自治区柳州市柳州剧场附近（原仁恩坊北）。始建于清雍正四年（1726年），民国六年（1917年）改建。为柳州市清代商业手工业发展的一个缩影，同时建立的会馆包括湖南会馆、江西会馆、粤东会馆及庐陵会馆。